# Воробьевка (Иркутская область)
Воробьевка — деревня в Боханском районе Иркутской области России. Входит в состав Олонского муниципального образования. Находится примерно в 143 км к западу от районного центра.

## Население
По данным Всероссийской переписи, в 2010 году в деревне проживали 202 человека (94 мужчины и 108 женщин).